# L'orgull dels ianquis
 L'orgull dels ianquis (original: The Pride of The Yankees) és una pel·lícula estatunidenca de Sam Wood estrenada el 1942. Nominada onze vegades als Oscars, aquest film basat en la vida del judador de beisbol Lou Gehrig, va rebre una estatueta. Gary Cooper fa de Gehrig. L'American Film Institute ha classificat L'orgull dels ianquis en el tercer lloc dels millors films d'esports darrere de  Raging Bull i Rocky. Aquesta pel·lícula ha estat doblada al català

## Argument
Aquesta pel·lícula autobiogràfica segueix la carrera del jugador de beisbol Lou Gehrig. De nen, el somni de Lou Gehrig de convertir-se en campió del beisbol, els seus pares somien fer del seu fill un enginyer. L'àvia de Lou treballa com a cuinera a la Universitat de Colúmbia i el fa entrar a la universitat. Lou treballa com a cambrer a la cafeteria de la universitat. Conegut pels seus dots atlètiques, Lou es va convertir en membre del club, però es veu obstaculitzada per l'hostilitat d'alguns membres, esnobs imbuïts de si mateixos.
El periodista esportiu Sam Blake el recomana als Ianquis de Nova York; la salut de la seva mare requereix una cirurgia costosa i Gehrig abandonat l'escola i signa un contracte amb els Yankees per tenir la suma necessària. La seva mare creu que el seu fill encara està estudiant a la universitat, però aviat s'adona que el seu fill juga en el beisbol professional.
A l'equip dels Yankees, Gehrig és al costat de campions coneguts i experimentats ... com Babe Ruth. Mentre juga un partit a Chicago, coneix una espectadora, Eleanor Twitchell que es burla d'ell en un joc. La veu després del partit i fa la cort. Els Yankees van guanyar les Sèries Mundials, Lou proposa Eleonore de casar-s'hi i ella accepta. La seva carrera i la seva fama va seguir creixent. Ell és adorat i molt aviat és entre els millors jugadors de la seva època i va adquirir una reputació a tot el món. Però poc després, a l'apogeu de la seva carrera, se li va diagnosticar una forma d'esclerosi múltiple, que el va obligar a abandonar el beisbol. En un emotiu comiat del públic el 4 de juliol de 1939, davant 62.000 persones que omplen les grades de l'estadi dels Yankees, declara "Avui em considero la persona més afortunada del món" (Today, I consider myself the luckiest man on the face of the earth), davant l'amor incondicional dels seus fans.
Des que Lou Gehrig va entrar el 1923 a l'equip dels Ianquis de Nova York, va jugar 2.130 partits de beisbol consecutius. El van anomenar "Iron Man" i va participar en set eliminatòries mundials. Patint una rara forma d'esclerosi múltiple, va morir als 37 anys, el 2 de juny de 1941.

## Repartiment
- Gary Cooper: Lou Gehrig
- Teresa Wright: Eleanor Twitchell
- Babe Ruth: ell mateix
- Walter Brennan: Sam Blake
- Dan Duryea: Hank Hanneman
- Elsa Janssen: Christina "Mom" Gehrig
- Ludwig Stossel: Henry "Pop" Gehrig
- Virginia Gilmore: Myra Tinsley
- Bill Dickey: ell mateix
- Ernie Adams: Miller Huggins
- Pierre Watkin: Frank Twitchell
- Harry Harvey: Joe McCarthy
- Bob Meusel: ell mateix
- Mark Koenig: ell mateix
- Bill Stern: ell mateix

## Premis i nominacions

### Premis
- 1943. Oscar al millor muntatge per Daniel Mandell

### Nominacions
- 1943. Oscar al millor actor per Gary Cooper
- 1943. Oscar a la millor actriu per Teresa Wright
- 1943. Oscar a la millor direcció artística per Perry Ferguson i Howard Bristol
- 1943. Oscar a la millor fotografia per Rudolph Maté
- 1943. Oscar als millors efectes visuals per Jack Cosgrove, Ray Binger i Thomas T. Moulton
- 1943. Oscar a la millor banda sonora per Leigh Harline
- 1943. Oscar al millor so per Thomas T. Moulton
- 1943. Oscar al millor guió original per Paul Gallico
- 1943. Oscar al millor guió adaptat per Herman J. Mankiewicz i Jo Swerling